# 藤阪修美
藤阪 修美（ふじさか ながとみ、1902年2月16日 - 2000年5月23日）は、日本の実業家。

## 経歴
大阪府出身。1924年、関西学院高等学部商科を卒業し、大阪瓦斯に入社。1960年から1969年までに大阪ガス社長を務め、都市ガスの原料を石炭から石油に転換した。1964年から1968年までに日本ガス協会会長を務めた。1972年に勲二等旭日重光章を受章した。
2000年5月23日、老衰のために大阪市の病院で死去。98歳没。